# Arothron hispidus
Poisson-ballon à épaule noire, Poisson-ballon à taches blanches
Espèce
Statut de conservation UICN

 LC  : Préoccupation mineure
 Arothron hispidus, communément nommé Poisson-ballon à épaule noire ou Poisson-ballon à taches blanches, est une espèce de poisson marin de la famille des Tetraodontidae.

## Description et caractéristiques
C'est un assez gros poisson-ballon qui mesure environ 15 cm (jusqu'à 50 cm), au corps allongé, de couleur grisâtre ou jaunâtre et distinctement couvert de points blancs plus ou moins réguliers, qui deviennent des arcs de cercle autour des yeux. Le ventre est blanc. L'« épaule » (base des nageoires pectorales) est sombre, ce qui est un autre trait distinctif de cette espèce. La peau et les organes du poisson-ballon à taches blanches contiennent des neurotoxines potentiellement mortelles  pour un humain et très dissuasives pour les prédateurs.

## Galerie

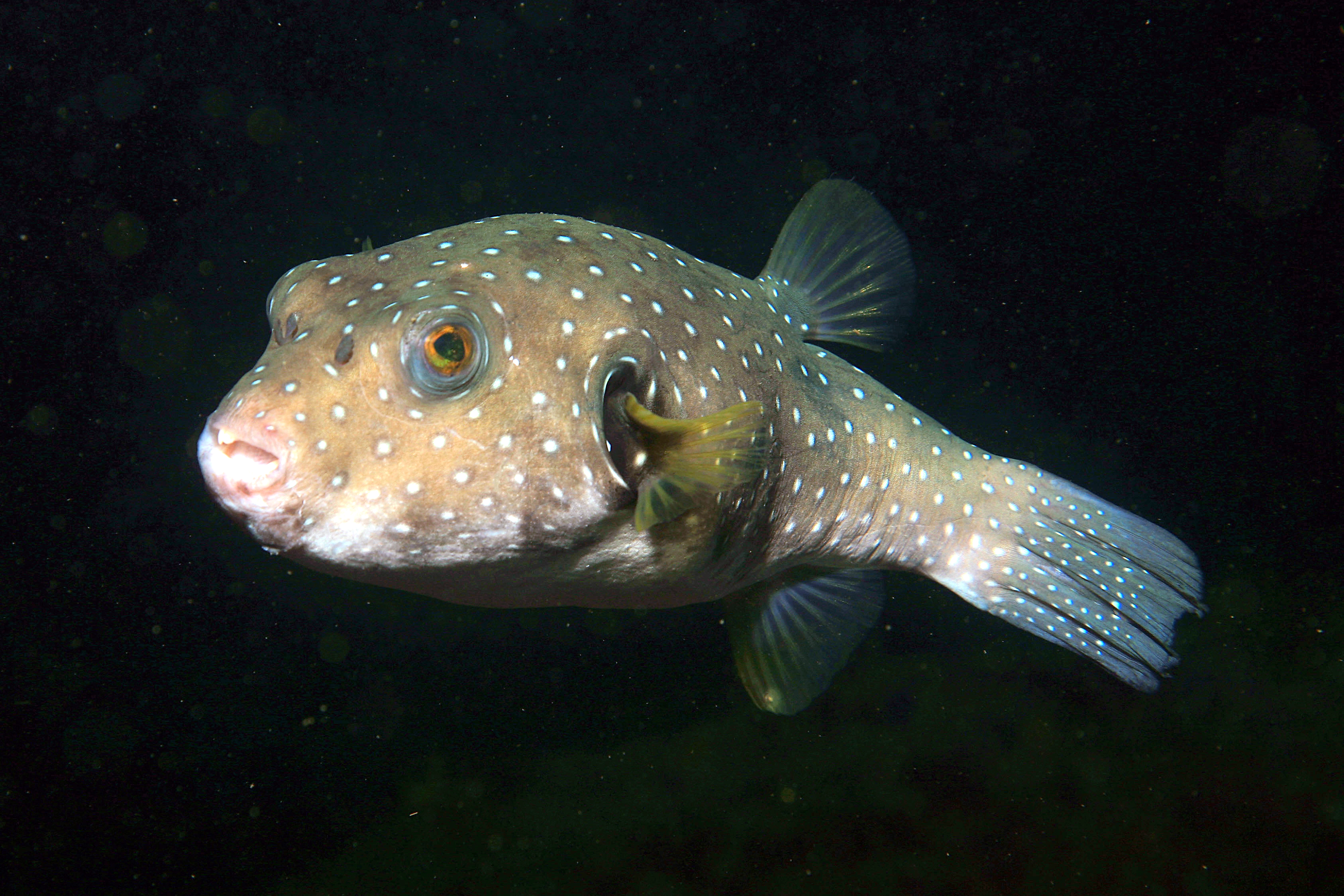
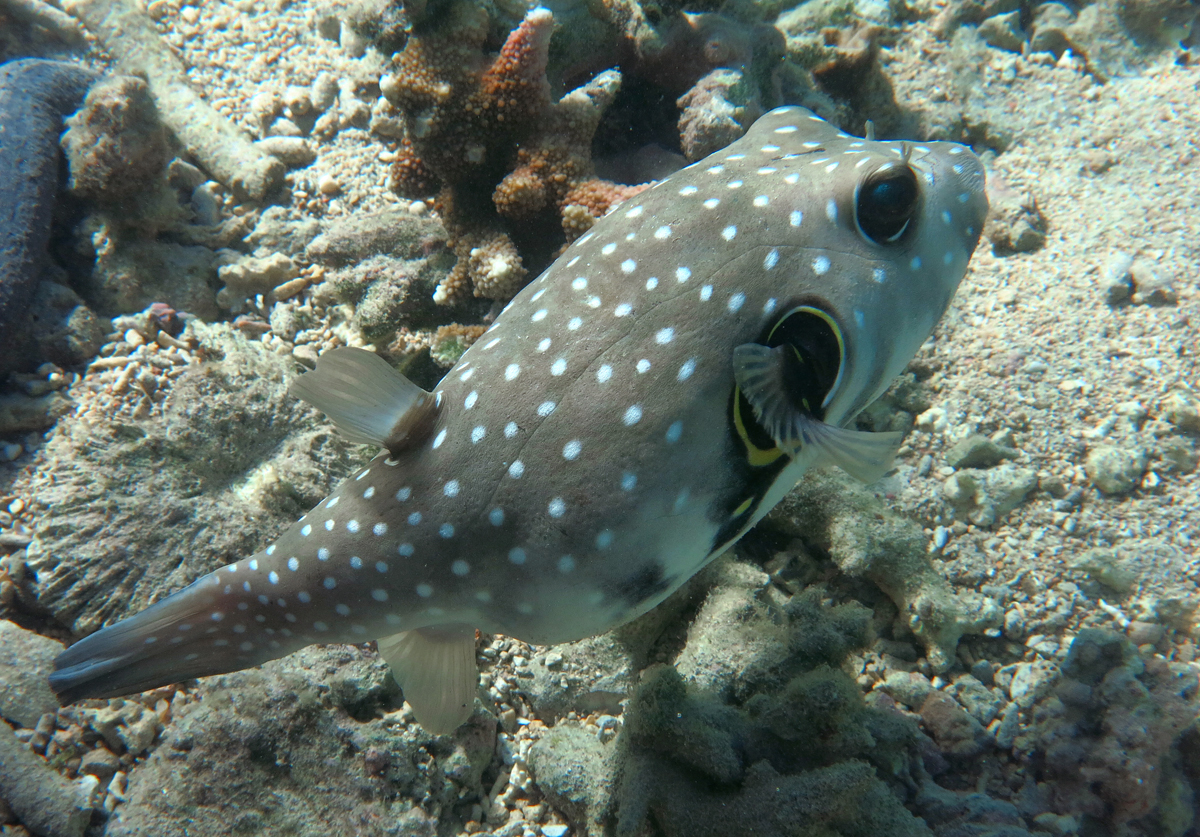
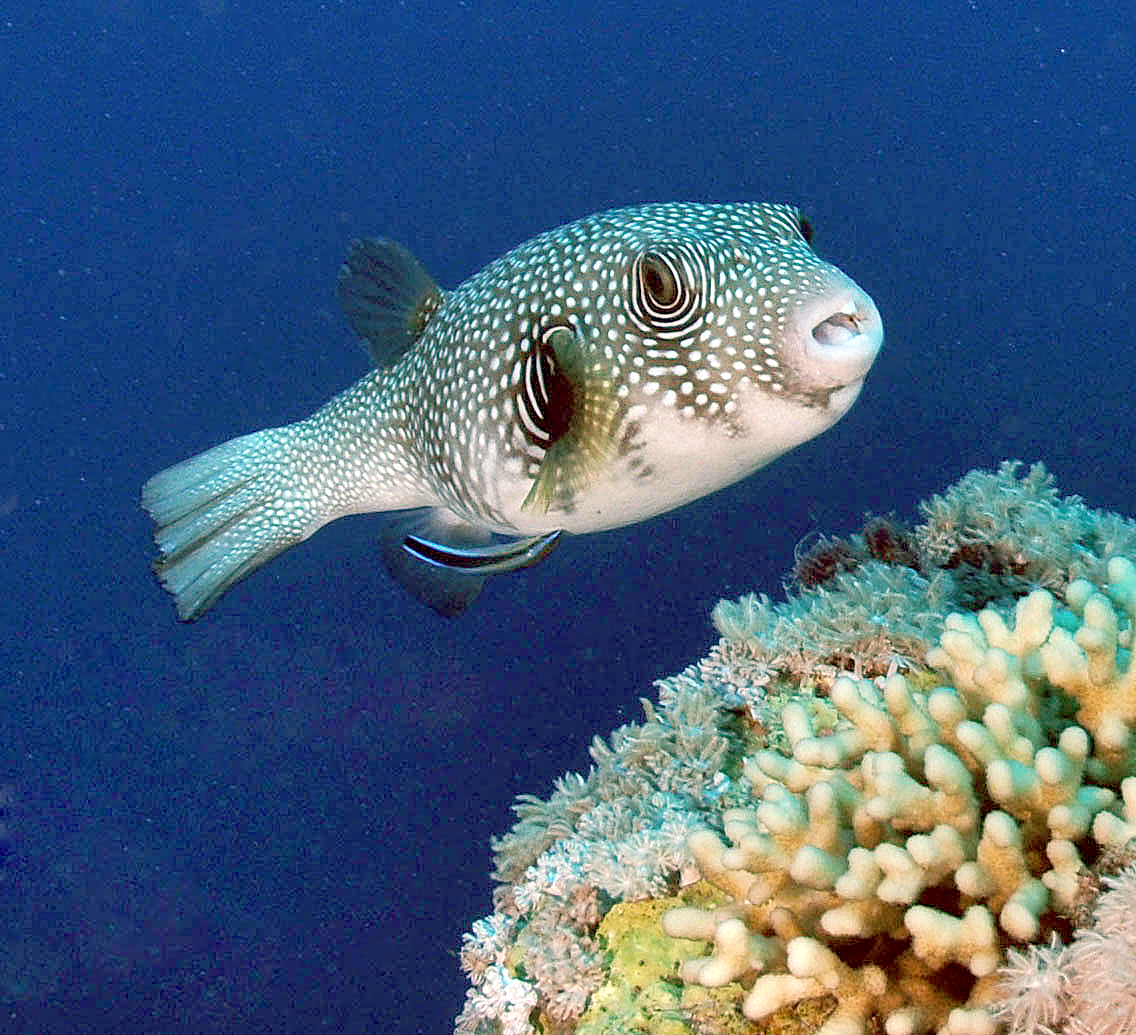
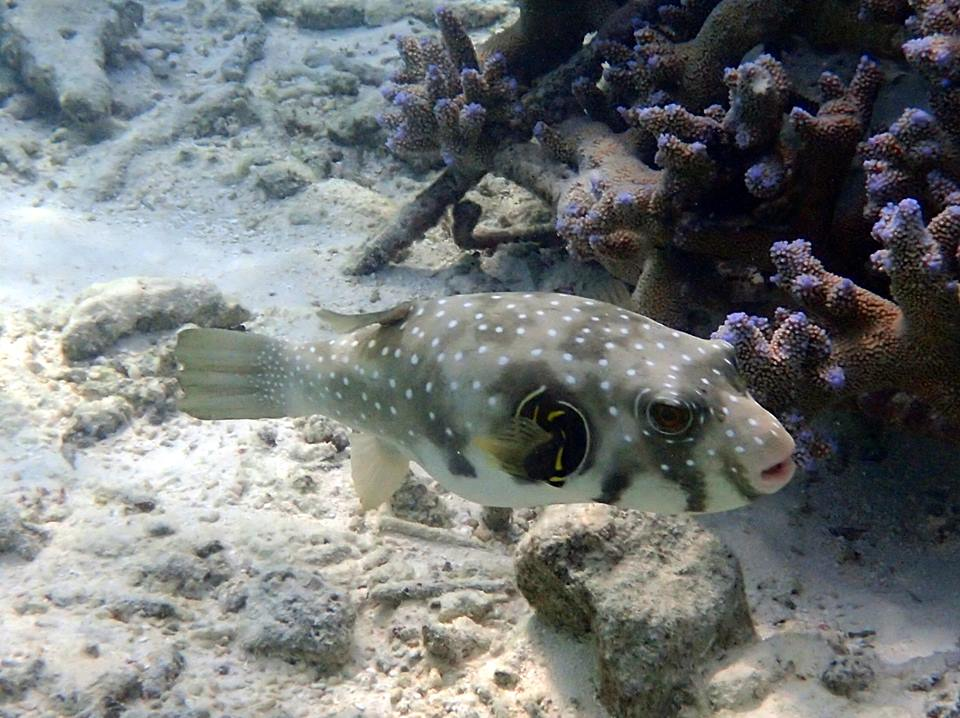
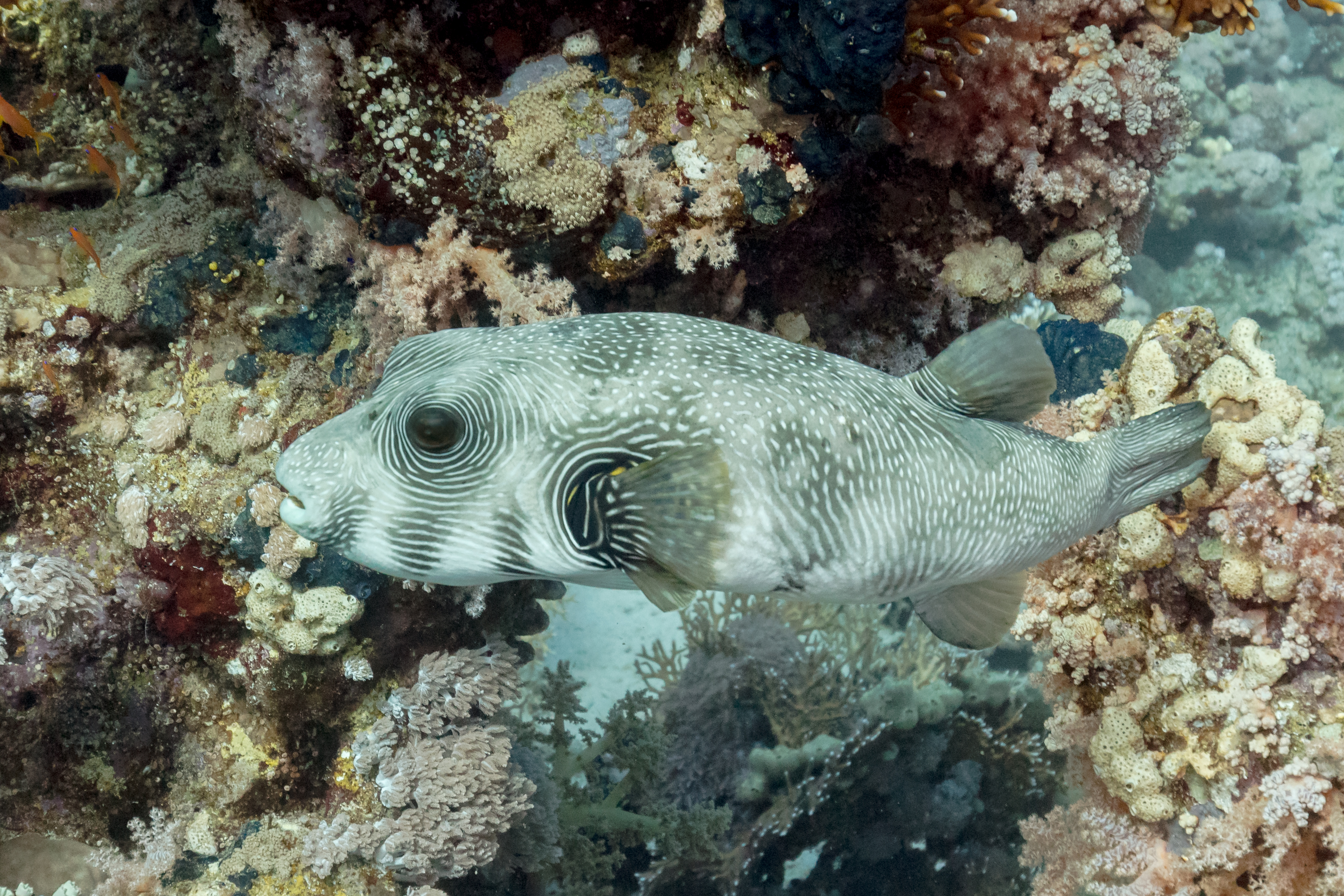
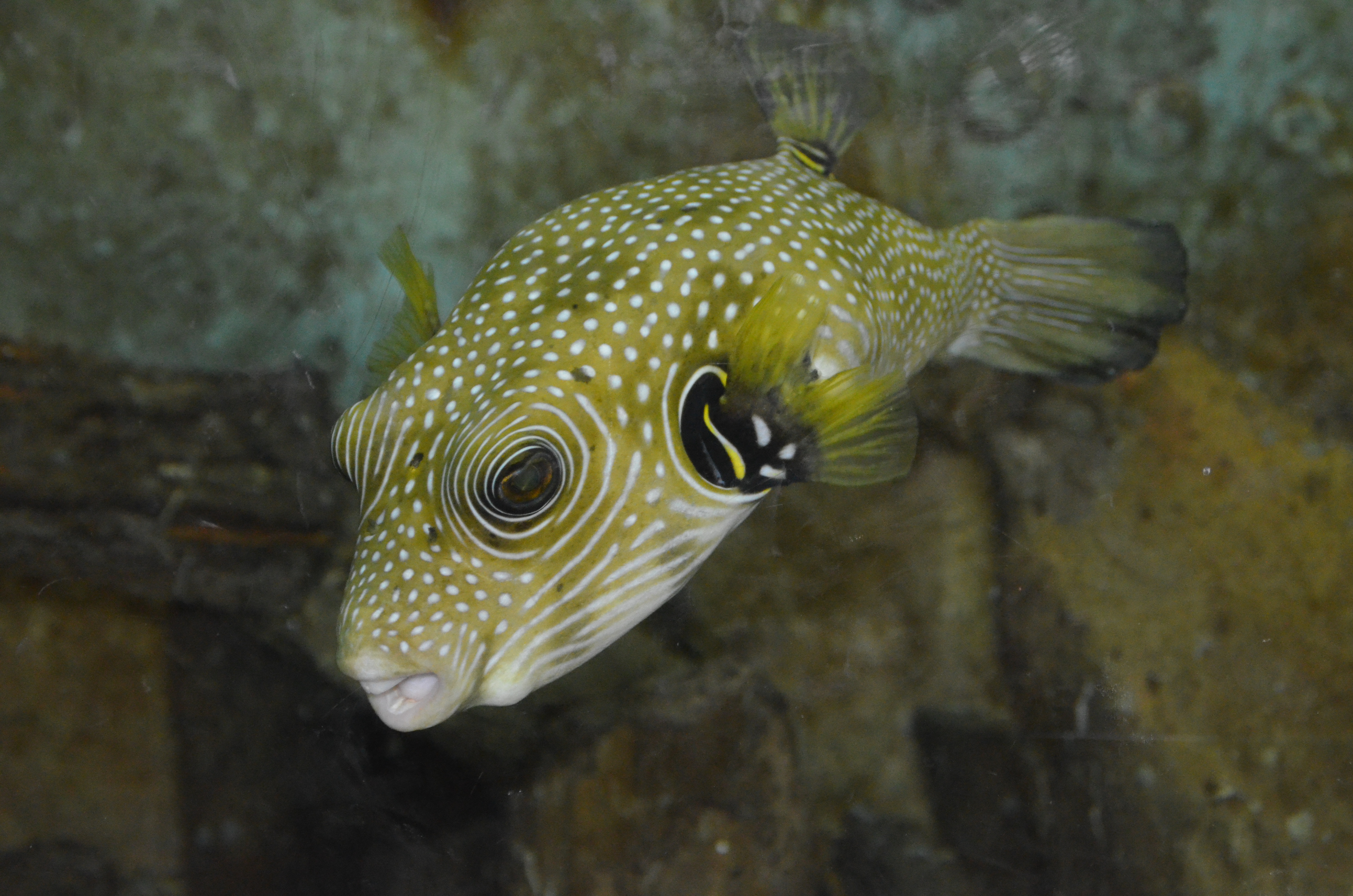

## Habitat et répartition
Il est présent dans les eaux tropicales de la zone Indo-Pacifique, Mer Rouge incluse, aux côtes orientale de l'Océan Pacifique.